# Varen
Varen é uma comuna da Suíça, no Cantão Valais, com cerca de 657 habitantes. Estende-se por uma área de 12,76 km², de densidade populacional de 51 hab/km². Confina com as seguintes comunas: Inden, Leuk, Mollens, Salgesch. 
A língua oficial nesta comuna é o Alemão.